# 腦死族
《腦死族/关于上班这件事》，是朱德庸与潘石屹的漫画，其中脑死族是朱德庸自己想出来，指一些上班的人虽然表面看起来上班，其实是脑部呈现死亡状态没有任何想法。脑死族上班共有七大法则，和8大征兆。于1999年1月发表于《PC.office 電腦上班族》杂志。